# Ebenthal
Ebenthal ist eine Marktgemeinde mit 906 Einwohnern (Stand 1. Jänner 2024) im Bezirk Gänserndorf in Niederösterreich.

## Geografie
Ebenthal liegt im Osten des Weinviertels in Niederösterreich. Die Fläche der Marktgemeinde umfasst 18,14 km². 40,22 Prozent der Fläche sind bewaldet.

### Gemeindegliederung
Es gibt nur die Katastralgemeinde Ebenthal.

### Nachbargemeinden
| Spannberg         | Velm-Götzendorf                             | Dürnkrut |
| Hohenruppersdorf  | Kompassrose, die auf Nachbargemeinden zeigt |          |
| Matzen-Raggendorf | Prottes                                     | Angern   |

## Geschichte
Die Gründung des Ortes geht bis in das 12. Jahrhundert zurück. Das Gebiet war im Besitz landesfürstlicher Dienstherren, die sich nach dem Ort nannten: 1278 Haug (Hugo) von Ebenthal, 1313 Hermann von Ebenthal, 1320 Friedrich von Ebenthal, 1333 Dietrich von Ebenthal.
Die Pfarrkirche wurde 1347 gebaut.
Im Jahr 1773 wurde Ebenthal erstmals Markt genannt, die erste urkundliche Erwähnung als Markt stammt von 1880. Im Jahr 1822 wurde der Ort als Dorf mit 145 Häusern genannt, das über eine Pfarre und eine Schule verfügte. Die Herrschaft Ebenthal besaß die Ortsobrigkeit und besorgte die Konskription. Die Landgerichtsbarkeit wurde von der Herrschaft Dürnkrut ausgeübt. Sämtliche Untertanen und Grundholde des Ortes gehörten der Herrschaft Ebenthal.
Laut Adressbuch von Österreich waren im Jahr 1938 in der Marktgemeinde Ebenthal ein Arzt, ein Bäcker, ein Brunnenbauer, drei Fleischer, ein Friseur, zwei Gastwirte, vier Gemischtwarenhändler, zwei Glaser, eine Hebamme, zwei Landesproduktehändler, ein Maurermeister, eine Milchgenossenschaft, ein Sattler, ein Schlosser, ein Schmied, vier Schneider und drei Schneiderinnen, vier Schuster, zwei Sodawassererzeuger, eine mechanische Strickerei, ein Textilwarenhändler, zwei Tischler, ein Viehhändler, ein Wagner, ein Zimmermeister und einige Landwirte ansässig, darunter die Gutsverwaltung Sachsen-Coburg-Gotha.

### Einwohnerentwicklung
| Ebenthal: Einwohnerzahlen von 1869 bis 2024 | Ebenthal: Einwohnerzahlen von 1869 bis 2024 | Ebenthal: Einwohnerzahlen von 1869 bis 2024 | Ebenthal: Einwohnerzahlen von 1869 bis 2024 | Ebenthal: Einwohnerzahlen von 1869 bis 2024 |
| ------------------------------------------- | ------------------------------------------- | ------------------------------------------- | ------------------------------------------- | ------------------------------------------- |
| Jahr                                        |                                             |                                             |                                             | Einwohner                                   |
| 1869                                        | 1869                                        |                                             | 860                                         | 860                                         |
| 1880                                        | 1880                                        |                                             | 984                                         | 984                                         |
| 1890                                        | 1890                                        |                                             | 1.054                                       | 1.054                                       |
| 1900                                        | 1900                                        |                                             | 1.150                                       | 1.150                                       |
| 1910                                        | 1910                                        |                                             | 1.187                                       | 1.187                                       |
| 1923                                        | 1923                                        |                                             | 1.061                                       | 1.061                                       |
| 1934                                        | 1934                                        |                                             | 1.019                                       | 1.019                                       |
| 1939                                        | 1939                                        |                                             | 1.022                                       | 1.022                                       |
| 1951                                        | 1951                                        |                                             | 910                                         | 910                                         |
| 1961                                        | 1961                                        |                                             | 955                                         | 955                                         |
| 1971                                        | 1971                                        |                                             | 865                                         | 865                                         |
| 1981                                        | 1981                                        |                                             | 766                                         | 766                                         |
| 1991                                        | 1991                                        |                                             | 746                                         | 746                                         |
| 2001                                        | 2001                                        |                                             | 813                                         | 813                                         |
| 2011                                        | 2011                                        |                                             | 841                                         | 841                                         |
| 2021                                        | 2021                                        |                                             | 926                                         | 926                                         |
| 2024                                        | 2024                                        |                                             | 906                                         | 906                                         |
| Quelle(n): Statistik Austria                |                                             |                                             |                                             |                                             |

## Kultur und Sehenswürdigkeiten

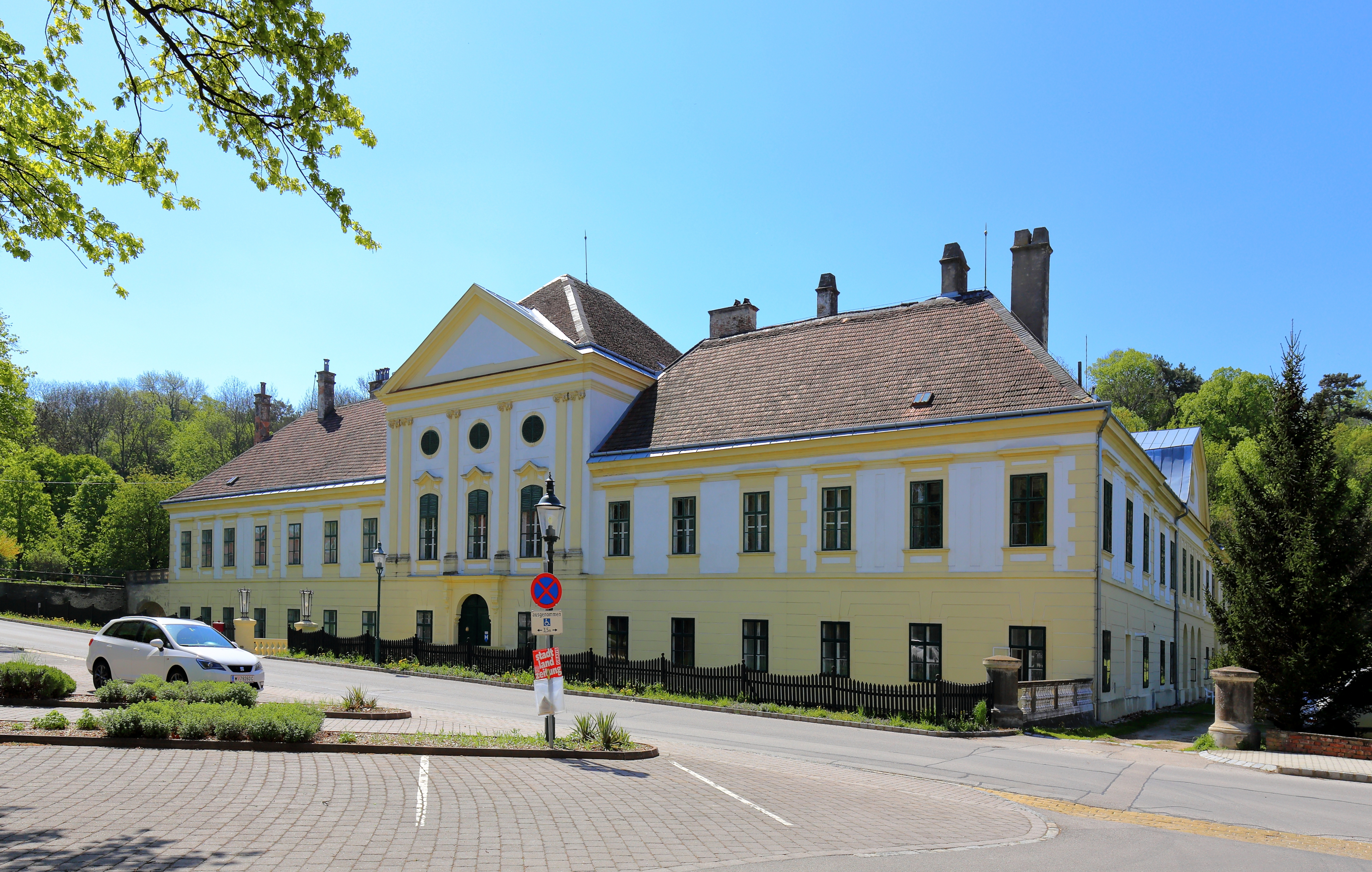
Schloss Ebenthal

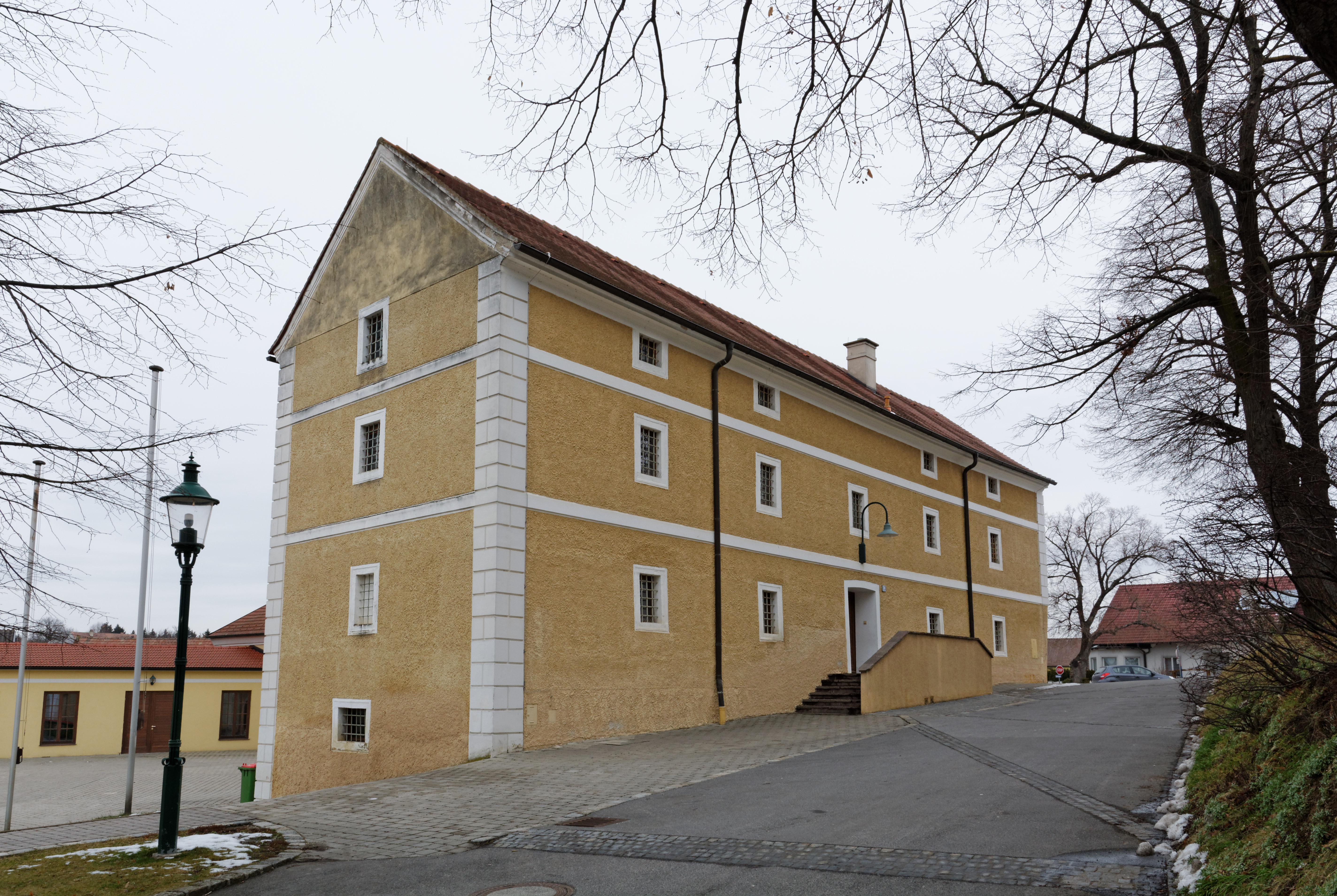
Schüttkasten Ebenthal

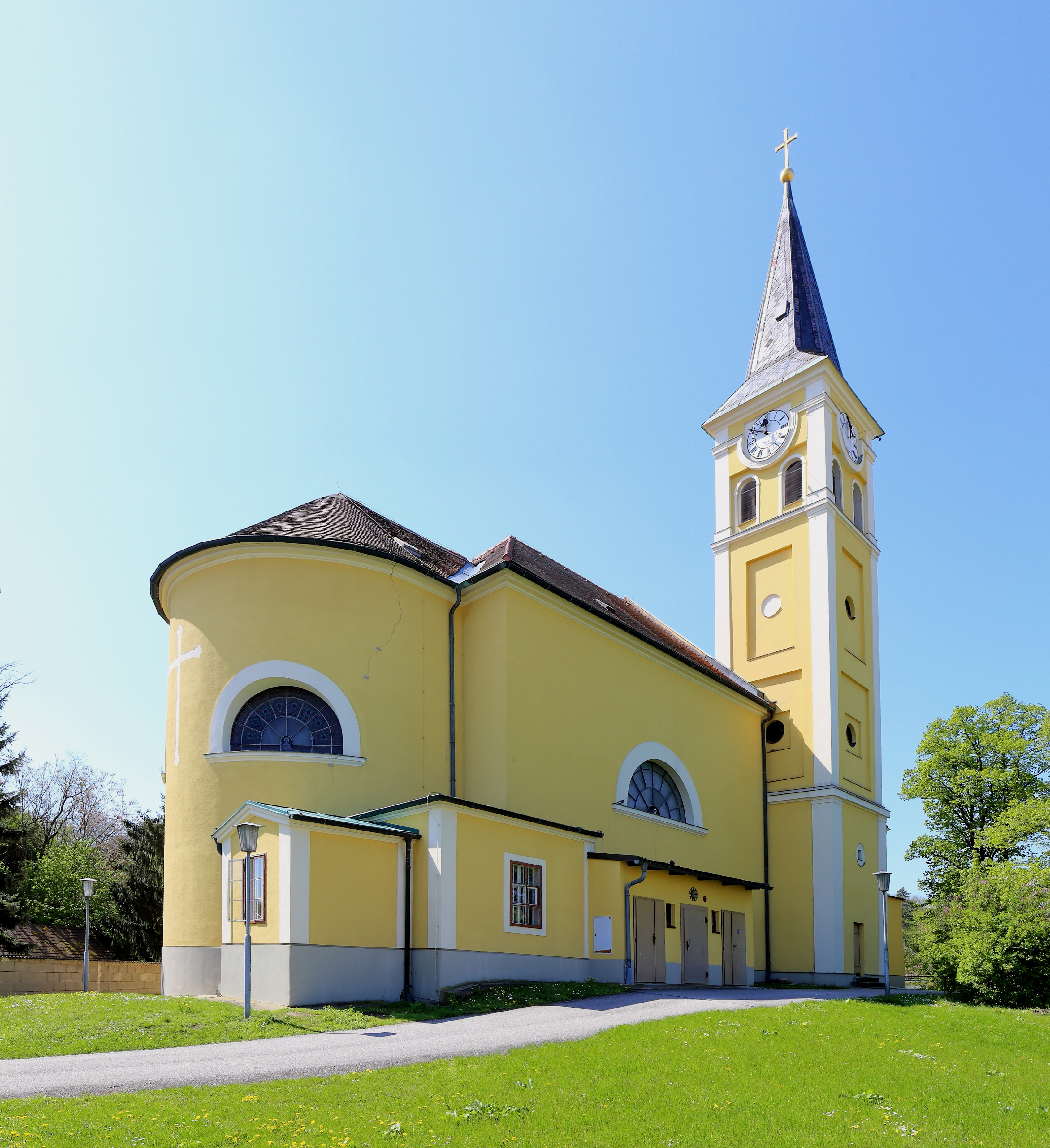
Pfarrkirche Ebenthal

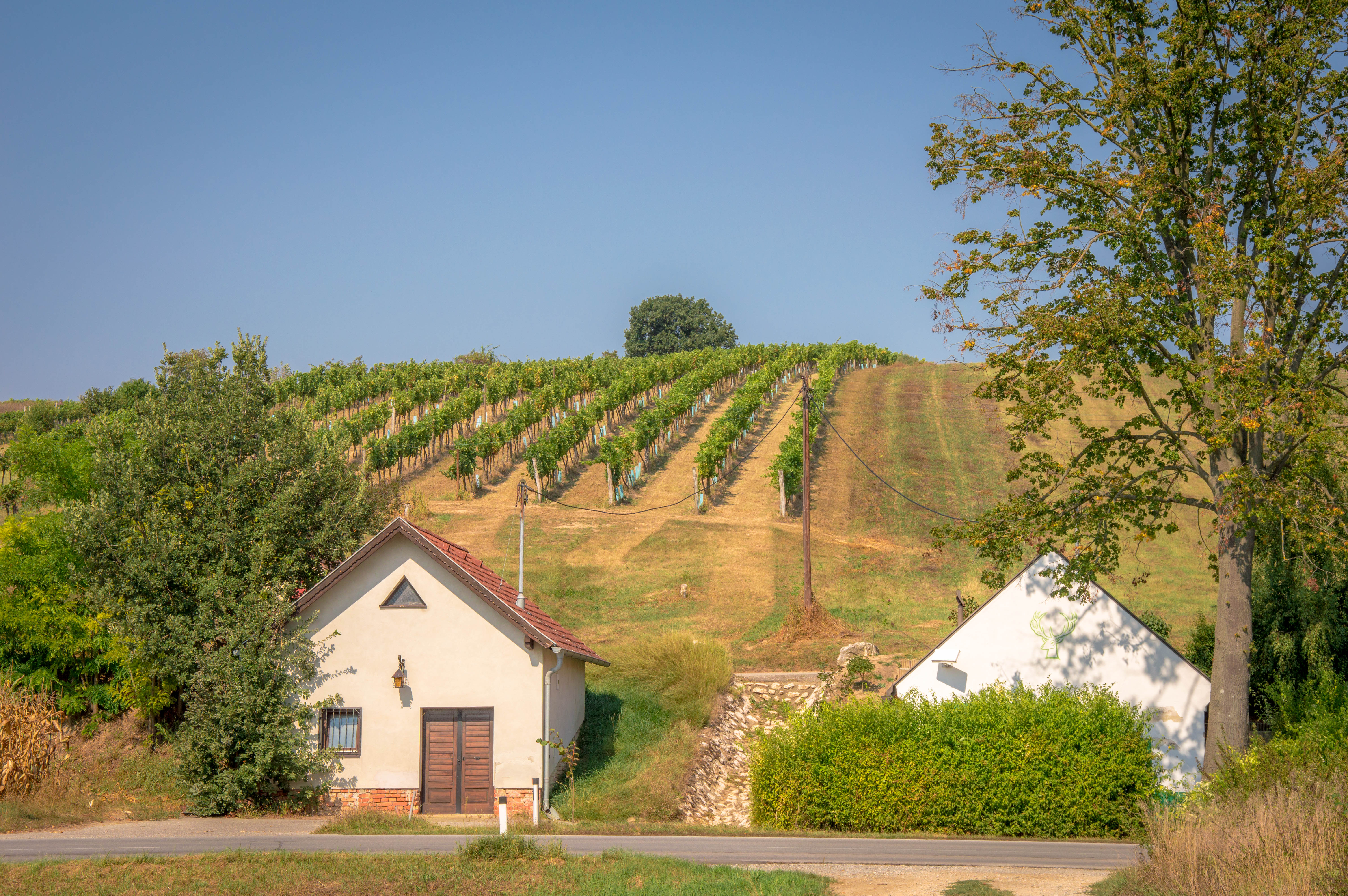
Kellergasse Ebenthal

- Schloss Ebenthal: Barocke Schlossanlage, zum größten Teil aus dem 18. Jahrhundert
- Schüttkasten Ebenthal: Schüttkasten aus dem 18. Jahrhundert, der jetzt als Veranstaltungsort dient
- Katholische Pfarrkirche Ebenthal hl. Koloman: Im 19. Jahrhundert erweiterte Barockkirche
- Denkmal zu August von Sachsen-Coburg und Gotha: 1885 erhält der ungarische Bildhauer Viktor Tilgner den Auftrag, ein Denkmal des verstorbenen Prinzen August von sachsen-Coburg und Gotha zu schaffen. Dieses steht noch heute auf den Coburg'schen Besitzungen in Ebenthal. Neben einer lateinischen Inschrift ist auf dem Sockel noch folgendes zu lesen: „Auguste Louis Victor Duc de Saxe Prince de Saxe Cobourg Gotha. A mon mari bien aimè. 1843–1881. Clémentine.“ (deutsch: August Ludwig Viktor Herzog von Sachsen, Prinz von Sachsen-Coburg-Gotha. Meinem geliebten Gatten.) Bei den Jahreszahlen handelt es sich nicht um die Lebensdaten – August wurde 1818 geboren – vielmehr bezeichnet das Jahr 1843 den Beginn der Ehe.
- Das Stiftungshaus (2012 abgerissen) befand sich links hinter der Kirche, 1882 von Clementine von Bourbon-Orléans zum Andenken an ihren verstorbenen Gemahl August von Sachsen-Coburg und Gotha gestiftet; Inschrift: „Dieses Stiftungshaus wurde dem Andenken ihres unvergeßlichen Gemahls August, von der trauernden Witwe, Prinzessin August von Sachsen-Coburg und Gotha, Prinzessin von Orlèans im Jahre 1882 geweiht. Die Stiftung wurde aus den Mitteln Ihrer königlichen Hoheit errichtet und durch Beiträge Seiner Majestät König Ferdinand I. der Bulgaren, Seiner königlichen Hoheit des Prinzen Philipp von Sachsen-Coburg und Gotha und Seiner Hoheit des Prinzen Pedro von Sachsen-Coburg und Gotha gefördert.“
- Dreifaltigkeitssäule/Pestsäule: An der Kreuzung Hauptstraße/Stillfrieder Straße; Inschrift: „Unter dem hoch und wohlgeborenen Herrn Carl Michael Tobia Grafen von Sintzendorff Herrn der Herrschaft Ebenthal und Maria Aloisia der Ehegemahlin geborene Graefin Verdenberg 1714“. 1831 erfolgte eine Restaurierung durch die Gemeinde Ebenthal – Inschrift: „Renoviert im Jahre 1831 durch die Gemeinde Ebenthal. Der allmaechtig weisen Gottheit, ist alles hier zur Ehr' geweiht.“ 1912 wurde eine neuerliche Restaurierung durchgeführt. Davon zeugt eine schwarze Tafel, die sich an der Vorderseite des Sockels befindet und mit folgender Inschrift versehen ist: „In tiefer Dankbarkeit gegen Gott, durch dessen gnädige Vorsehung Ich das 50. Lebensjahr erreichte und in zahllosen Gefahren und Bitternissen väterlichen Schutz und Trost fand, habe Ich, Ferdinand Maximilian Carl Leopold Maria von Sachsen-Coburg und Gotha, durch Gottes Fügung auch König von Mysien und Thracien und Czar Aller Bulgaren, diese von Meinen Ahnen stets in hohen Ehren gehaltene Dreifaltigkeitssäule renovieren und die Anlagen um dieselbe errichten lassen, gleichzeitig zum Zeichen liebevoller Anhänglichkeit an das Mir so teuere Ebenthal und seine traute Umgebung. Am 3. Juni MCMXII“. Von der Marktgemeinde Ebenthal wurde 1988 eine weitere Restaurierung durchgeführt. Dabei wurde auch der Standort der Dreifaltigkeitssäule verändert.
- Käsmayerkreuz – im Weintalried.
- Klingerkreuz oder Luckenkreuz – ein Feld-Bildstock, der sich an der Kreuzung von zwei Feldwegen befindet. Nördlich von Ebenthal, Richtung Velm-Götzendorf.
- Veitkreuz – auf der Stillfriederstraße, nach dem Bohrturm auf der linken Seite. 1894 aufgestellt.
- Weißes Marterl – auf der Straße nach Prottes, rechte Seite.
- Zartlkreuz – auf der Ollersdorferstraße, vor der Holzhandlung Münzker auf der linken Seite.
- Kreuz (Franz Halzl) und Bildstock (Karl Deussner) – auf der Waidendorferstraße.
- Antonius-Kapelle – eine schlichte spätbarocke Wegkapelle, die Anfang des 19. Jahrhunderts im Westen des Ortes auf der Protteser Straße errichtet wurde.
- Buxbaum-Kapelle (gewidmet von Johann und Betty Buxbaum 1907) – auf der Stillfriederstraße führt ein kleiner Pfad auf der rechten Seite in den Wald.
- Floriani-Kapelle (1824–1911 gewidmet von Johann Nowak und Frau, Georg Halzl senior, Leopold Ebm senior). Am Florianiplatz stehende Wegkapelle aus der zweiten Hälfte des 19. Jahrhunderts. Über dem spitzbogigen Eingang befindet sich eine kleine Figurennische, die eine spätbarocke Figur des Hl. Florian aus dem Ende des 18. Jahrhunderts beherbergt. Bekrönt wird die Kapelle von einem kleinen Satteldach mit Spitzgiebel.

## Wirtschaft und Infrastruktur
Nichtlandwirtschaftliche Arbeitsstätten gab es im Jahr 2001 19, land- und forstwirtschaftliche Betriebe nach der Erhebung 1999 46. Die Zahl der Erwerbstätigen am Wohnort betrug nach der Volkszählung 2001 359. Die Erwerbsquote lag 2001 bei 44,89 Prozent.

### Öffentliche Einrichtungen
In Ebenthal befindet sich ein Kindergarten und eine Volksschule.

## Politik

### Gemeinderat
Der Gemeinderat hat 15 Mitglieder.
- Nach den Gemeinderatswahlen in Niederösterreich 1990 hatte der Gemeinderat folgende Verteilung: 8 ÖVP, 4 SPÖ und 3 BLE–Bürgerliste Ebenthal.
- Nach den Gemeinderatswahlen in Niederösterreich 1995 hatte der Gemeinderat folgende Verteilung: 10 ÖVP und 5 BLE–Bürgerliste Ebenthal.[7]
- Nach den Gemeinderatswahlen in Niederösterreich 2000 hatte der Gemeinderat folgende Verteilung: 8 ÖVP, 5 SPÖ und 2 BLE–Bürgerliste Ebenthal.[8]
- Nach den Gemeinderatswahlen in Niederösterreich 2005 hatte der Gemeinderat folgende Verteilung: 9 ÖVP und 6 SPÖ.[9]
- Nach den Gemeinderatswahlen in Niederösterreich 2010 hatte der Gemeinderat folgende Verteilung: 10 ÖVP und 5 SPÖ.[10]
- Nach den Gemeinderatswahlen in Niederösterreich 2015 hatte der Gemeinderat folgende Verteilung: 8 ÖVP, 5 SPÖ und 2 FPÖ.[11]
- Nach den Gemeinderatswahlen in Niederösterreich 2020 hatte der Gemeinderat folgende Verteilung: 12 ÖVP, 2 SPÖ und 1 FPÖ.[12]
- Nach den Gemeinderatswahlen in Niederösterreich 2025 hat der Gemeinderat folgende Verteilung: 12 ÖVP, 2 SPÖ und 1 FPÖ.[13]

### Bürgermeister
Bürgermeister seit 1891 waren:
- 1891 – 1919 Josef Veit
- 1919 – 1924 Franz Zartl
- 1924 – 1933 Josef Lobner
- 1933 – 1938 Johann Ludwig
- 1938 – 1945 Franz Kling
- 1945 – 1950 Franz Koller
- 1950 – 1955 Josef Zehetner
- 1955 – 1970 Josef Metz (SPÖ)
- 1970 – 1985 Josef Kraus (ÖVP)
- 1985 – 1990 Günter Wallner (ÖVP)
- 1990 – 2009 Rudolf Aichberger (ÖVP)
- 2009 – 2020 Raimund Kolm (ÖVP)
- seit 2020 Christoph Veit (ÖVP)

### Wappen
Blasonierung: „In einem blauen Schild auf grünem Dreiberg ein goldener rechtsgewendeter gekrönter doppelschwänziger Löwe, der in seiner rechten Vorderpranke einen goldenen Krummsäbel hält.“
Die Berechtigung zur Führung des Wappens wurde der Marktgemeinde mit Schreiben der Niederösterreichischen Landesregierung vom 7. Februar 1961 verliehen.
Das Ebenthaler Wappen geht auf das Wappen der Familie Koháry zurück.

## Persönlichkeiten

### Söhne und Töchter der Gemeinde
- Josef Veit (1850–1949), Bürgermeister und Landtagsabgeordneter
- Ludwig Gaston von Sachsen-Coburg und Gotha (1870–1942), Prinz, österreichischer Offizier und Schwiegersohn König Ludwig III. von Bayern
- Wilhelm Loisel (1914–2005), Maler
- Franz Haas (1948–2004), Künstler